# Las Tortugas Ninja II
Teenage Mutant Ninja Turtles II: The Secret of the Ooze (Las Tortugas Ninja II: El secreto del Ooze en Argentina, México y Perú y Las tortugas ninja 2: El secreto de los mocos verdes en España) es una película estadounidense de película de acción, ciencia ficción y comedia de 1991 dirigida por Michael Pressman. Es la segunda película de la saga de las Tortugas Ninja, y la secuela directa del film original de 1990. Esta fue seguida por un tercer film en 1993, y una cuarta película animada, TMNT, en 2007. Comúnmente es abreviada como TMNT II. Fue distribuida en Estados Unidos por New Line Cinema y por 20th Century Fox en el resto del mundo.

## Sinopsis
El malvado Shredder escapa de la muerte luego del enfrentamiento del film anterior, y esta vez tiene un único y perverso plan: acabar con los cuatro superhéroes Tortugas Ninja Mutantes, Raphael, Leonardo, Michelangelo y Donatello. Para ello, secuestra al profesor Jordan Perry, creador del ”Ooze/Moco Verde” que hizo posible la mutación de las Tortugas. Poco después de obtenerla, Shredder aplica la preciada sustancia a dos criaturas que acaba de reclutar, convitiéndolos en los terribles e imponentes guerreros Rahzar y Tokka que buscarán terminar con los superhéroes. Las Tortugas deben enfrentarse a estos y al ejército criminal del Clan del Pie, con la ayuda de su maestro Splinter, la elegante periodista April y su nuevo amigo Keno.

## Reparto
| Personaje             | Voz en inglés (EE. UU.) | Voz en español (México/A. Latina) (Version TV) | Voz en español (España/Castellano) (Versión Vídeo) |
| --------------------- | ----------------------- | ---------------------------------------------- | -------------------------------------------------- |
| Leonardo              | Mark Caso               | Luis Daniel Ramírez                            | Javier Roldán                                      |
| Rafael                | Ken Scott               | Gustavo Bonfigli                               | Jordi Ribes                                        |
| Miguel Ángel          | Michelan Sisti          | Carlo Vázquez                                  | Daniel García                                      |
| Donatello             | Leif Tilden             | Eduardo Garza                                  | Luis Posada                                        |
| Splinter              | Kevin Clash             | Humberto Solórzano                             | Joaquín Díaz                                       |
| Abril O'Neil          | Paige Turco             | Dulce Guerrero                                 | Rosa María Hernández                               |
| Profesor Jordon Perry | David Warner            | Humberto Vélez                                 | Dionisio Macías                                    |
| Destructor            | Francois Chau           | Octavio Rojas                                  | Jesús Ferrer                                       |
| Tatsu                 | Toshishirô Obata        | Enrique Cervantes                              | Miguel Ángel Jenner                                |
| Keno                  | Ernie Reyes Jr.         | Bruno Coronel                                  | Jordi Pons                                         |

## Producción
Debido al gran éxito de la primera película, todo indicaba que una secuela seguiría pronto. TMNT II fue producida por un presupuesto de 25 millones de dólares, uno más alto que el de la película de 1990, que había sido de $13.500.000. Al igual que la primera película, New Line Cinema distribuye el film en Estados Unidos. Tanto los actores de la voz de Miguel Ángel como Leonardo repitieron sus papeles en la segunda película. Además, Paige Turco sustituyó a Judith Hoag, de la primera película, en el papel de April O'Neil. Originalmente, el estudio quería Bebop y Rocksteady, de los dibujos animados, a aparecer. Sin embargo, Kevin Eastman y Peter Laird no estaban a favor de ello, por lo que Rahzar y Tokka fueron creados.
El personaje de Casey Jones, que fue importante en la primera película, no apareció aquí. Ernie Reyes Jr., quien realizó el papel de Donatello adentro del traje de tortuga en el primer film, fue lanzado como el nuevo personaje Keno, ya que los productores admiraban mucho el trabajo de Reyes y su actuación en la primera parte, por lo que le pidieron que se uniera a la secuela. Todd W. Langen, guionista del film original, escribió TMNT II.
La estación de metro abandonada, que sirve como la nueva guarida de las Tortugas, está basado en el mundo real fuera de servicio la estación de metro de Nueva York City Hall, de la antigua compañía de Tránsito Interborough rápido. Sin embargo, la estación no se abandona por completo tal como aparece en la película. Los trenes pasan actualmente a través de la estación de diario, se dan la vuelta a la cabeza alta de la ciudad, los pasajeros pueden viajar a través de la estación, pero el tren no se detiene y lo que no pueden desembarcar. Durante el rodaje de la escena en la que las tortugas quedan atrapadas en la red y caer al suelo, uno de los dobles se rompió un tobillo. Algunos rodaje tuvo lugar en Carolina del Norte, al igual que la primera, donde la ciudad de Nueva York fue creada en el North Carolina Film Studios. El edificio se utiliza para la entrada al apartamento de Abril es la oficina de la ubicación de Nueva York de la Jim Henson Creature Shop, que hizo el trabajo animatronics para la película.
La película está dedicada a la memoria de Jim Henson. Esto hace que sea la primera película dedicada a Henson, ya que la segunda fue The Muppet Christmas Carol. Esta es también la primera película de Las Tortugas Ninja que contiene una dedicatoria. La segunda sería TMNT (2007), que fue dedicada a Mako Iwamatsu.

## Recepción
La película se estrenó menos de un año después de la primera, con las frases "De regreso por demanda artificioso" y "Cowabunga, es la nueva película de tortuga" Teenage Mutant Ninja Turtles II:. El secreto de los mocos verdes se estrenó en los cines el 22 de marzo de 1991, en los Estados Unidos, y fue puesto en libertad posteriormente en numerosos países entre junio y agosto.
Basado en una muestra de 27 opiniones, la película tiene un 36% de calificación de "podrido" en Rotten Tomatoes con el consenso "No sólo es el diálogo juvenil de la película insoportable para los adultos, pero tonto de las tortugas y una actitud despreocupada hacia la violencia física los hace pobres modelos de conducta de los niños". La película se estrenó en el número uno en América del Norte en su primer fin de semana de lanzamiento, teniendo en más de $ 20 millones de dólares (USD), haciendo eventual 78,656,813 dólar en total. La película fue un el éxito en la taquilla, pero con menos de la primera película. Algunos fanes señalaron que también hubo una reducción en el uso de armas por parte de las tortugas en la película, tal vez debido a la violencia en la primera película. (Leonardo y Rafael sólo utilizan sus armas una vez cada uno en la película, por ejemplo).

## Promoción
La franquicia de Teenage Mutant Ninja Turtles estuvo sin duda a la altura de su popularidad en la época en que el secreto de los mocos verdes se estrenó en los cines. Una serie de tenis fueron llevados a cabo junto con el estreno de la película. Una nueva línea de juguetes fue introducida para el estreno de la película, incluyendo "Star Movie" juguetes de las cuatro tortugas, con el arte de la caja que representa fotogramas de la película, así como una versión de dibujos animados de las tortugas se reunieron alrededor de un bote de lodo en la esquina superior derecha de la caja. En contraste con las figuras de las Tortugas habituales, las nuevas eran más suaves y elásticas, para reflejar mejor el aspecto de los trajes animatrónicos utilizados en las películas. También fueron presentadas las rótulas en el cuello, los hombros y las caderas, y cada figura viene con un pequeño recipiente de plástico con una pegatina de "Moco" envuelto alrededor de ellos. Una adaptación de la película oficial también fue lanzado por Eastman y Laird.
Figurines del Super Shredder, Tokka y Rahzar también estaban disponibles, aunque no se alinearon tan cerca a la película como las cuatro tortugas. La compañía Playmates produjo las figuras. [19] La franquicia de las Tortugas había ahora también inmerso en sí en la industria alimentaria, con los personajes de la franquicia que aparece en numerosos productos alimenticios. Royal Gelatina Postres adaptaron el nombre de "Moco" en sus productos, y contó con las tortugas en los paquetes. [20] Las cajas incluyen varias recetas que implican exudado de alguna forma.

## Banda sonora
La banda sonora cinematográfica original fue lanzado junto con el cine en 1991 por SBK Records, y contó con 10 canciones de la película. La banda sonora contó con la música de artistas como Ya Kid K, Cathy Dennis y David Morales, Tribal House y Dan Hartman. Sin embargo, la canción más famosa apareció en la banda sonora era Ninja Rap por el rapero Vanilla Ice.
La canción aparece con fuerza dentro de la película, Vanilla Ice hace una aparición como él mismo, y comienza una canción de rap freestyle cuando las tortugas terminan luchando con Tokka y Rahzar en el club en el que se estaba presentando. En los términos de la trama, esta canción era para engañar al público haciéndole creer que la pelea fue un 'show' inofensivo y por lo tanto no entren en pánico.
Un video musical también fue producido para Ninja Rap en el momento del lanzamiento de la película. La banda sonora también cuenta con dos piezas originales de la orquesta en su concha. La música original fue hecha por John Du Prez, quien ganó el Premio de Música de Cine de IMC por su trabajo.

## Estrenos
| País                                                                          | Fecha de estreno                 |
| ----------------------------------------------------------------------------- | -------------------------------- |
| Alemania                                                                      | Jueves 18 de julio de 1991       |
| Argentina                                                                     | Jueves 11 de julio de 1991       |
| Australia                                                                     | Jueves 6 de junio de 1991        |
| Austria                                                                       | Viernes 19 de julio de 1991      |
| Bélgica                                                                       | Miércoles 24 de julio de 1991    |
| Belice · Costa Rica · El Salvador · Guatemala · Honduras · Nicaragua · Panamá | Viernes 2 de agosto de 1991      |
| Bolivia                                                                       | Jueves 29 de agosto de 1991      |
| Brasil                                                                        | Viernes 28 de junio de 1991      |
| Chile                                                                         | Viernes 13 de diciembre de 1991  |
| Chipre                                                                        | Viernes 20 de septiembre de 1991 |
| Colombia                                                                      | Jueves 27 de junio de 1991       |
| Corea del Sur                                                                 | Sábado 13 de julio de 1991       |
| Dinamarca                                                                     | Viernes 19 de julio de 1991      |
| Ecuador                                                                       | Miércoles 14 de agosto de 1991   |
| Egipto                                                                        | Lunes 27 de enero de 1992        |
| España                                                                        | Viernes 26 de julio de 1991      |
| Estados Unidos · Canadá                                                       | Viernes 22 de marzo de 1991      |
| Filipinas                                                                     | Miércoles 31 de julio de 1991    |
| Finlandia                                                                     | Viernes 19 de julio de 1991      |
| Francia                                                                       | Miércoles 17 de julio de 1991    |

| País                         | Fecha de estreno                 |
| ---------------------------- | -------------------------------- |
| Grecia                       | Viernes 20 de septiembre de 1991 |
| Hong Kong                    | Jueves 1 de agosto de 1991       |
| Hungría                      | Jueves 11 de junio de 1992       |
| India                        | Viernes 28 de agosto de 1992     |
| Israel                       | Viernes 19 de julio de 1991      |
| Italia                       | Viernes 30 de agosto de 1991     |
| Jamaica                      | Miércoles 27 de marzo de 1991    |
| Japón                        | Sábado 18 de abril de 1992       |
| Malasia                      | Jueves 30 de mayo de 1991        |
| México                       | Viernes 5 de julio de 1991       |
| Noruega                      | Jueves 19 de septiembre de 1991  |
| Nueva Zelanda                | Viernes 29 de noviembre de 1991  |
| Países Bajos                 | Jueves 11 de julio de 1991       |
| Perú                         | Jueves 22 de agosto de 1991      |
| Portugal                     | Viernes 16 de agosto de 1991     |
| Puerto Rico                  | Jueves 23 de mayo de 1991        |
| Reino Unido Irlanda          | Viernes 9 de agosto de 1991      |
| República Checa · Eslovaquia | Jueves 28 de enero de 1993       |
| República Dominicana         | Jueves 25 de julio de 1991       |
| Singapur                     | Jueves 30 de mayo de 1991        |
| Sudáfrica                    | Viernes 23 de agosto de 1991     |
| Suecia                       | Viernes 19 de julio de 1991      |
| Suiza                        | Viernes 19 de julio de 1991      |
| Tailandia                    | Sábado 5 de octubre de 1991      |
| Taiwán                       | Sábado 22 de junio de 1991       |
| Turquía                      | Viernes 6 de septiembre de 1991  |
| Uruguay                      | Jueves 4 de julio de 1991        |
| Venezuela                    | Miércoles 3 de julio de 1991     |

## DVD
La película fue lanzada en DVD en la región 1, el 3 de septiembre de 2002 sólo contenía características especiales menores y menús interactivos.
El 4 de agosto de 2009, la película fue incluida en un boxset especial 25 º aniversario, dado a conocer a los formatos Blu-Ray y DVD. Contiene Teenage Mutant Ninja Turtles, Teenage Mutant Ninja Turtles II, Teenage Mutant Ninja Turtles III, y la liberación de animación de 2007, TMNT.
- Datos: Q1326619
- Multimedia: Teenage Mutant Ninja Turtles II: The Secret of the Ooze / Q1326619